# Rothschild (Fabergéägg)
Rothschild är ett ursprungligen ryskt påskägg, som tillverkades 1902 med ett klockverk som huvudtema. År 2007 såldes det för 16,5 miljoner dollar till en rysk konstsamlare.
Ägget ingår i konstmuseet Eremitagets samlingar i Sankt Petersburg.